# Kristina Habuš
Kristina Habuš (Zagreb, 1978.), hrvatska operna pjevačica i glasovna glumica. Klasično pjevanje učila je kod profesorice Dubravke Krušelj Jurković, a diplomirala na Sveučilištu Jurja Dobrila u Puli, u klasi hrvatske operne pjevačice Lidije Horvat Dunjko. Članica je opernog ansambla Zagrebačkog gradskog kazališta Komedija od 2002. godine.

## Predstave
- Đerdan – kao Boja (Zagrebačko gradsko kazalište Komedija; 2010.)
- Monty Python's Spamalot – kao članica zbora (Zagrebačko gradsko kazalište Komedija; 2013.)
- Don Giovanni – kao Zerlina (HNK Osijek; 2015.)
- Talijanski slamnati šešir – kao gost na svadbi (Zagrebačko gradsko kazalište Komedija; 2017.)
- Zaljubljeni Shakespeare – kao Molly (HNK Varaždin, Zagrebačko gradsko kazalište Komedija; 2019.)
- Jesus Christ Superstar – kao narod (Zagrebačko gradsko kazalište Komedija; 2019.)

## Sinkronizacija

### Disney uloge
- Soy Luna – kao Jimena »Jim« Medina (2018.)
- Snježno kraljevstvo: Olafova pustolovina (2017.)
- Zootropola (2016.)
- Violetta – kao Matilda (2016.)
- Doktorica Pliško – kao Janja (2015. – 2018.)
- Kim Svemoćna – sporedne uloge (2015.)
- Sofija Prva – kao princeza Vivian [1. sezona i 3. sezona (EP4)], Sunčica (1. sezona) i Mia (2. sezona) (2013. – 2018.)
- Snježno kraljevstvo – kao kraljica Iduna i ostali likovi (2013.)

### Ostale uloge
- Nerazdvojni kao rakun (2024.)
- Ja sam Frankie kao Dayton Reyes (2024.)
- Kuća glasne obitelji Glasnić kao Luan Glasnić (2023.)
- Hotel Transilvanija: Transformanija (2022.)
- Psići u ophodnji: Film – kao Skye (2021.)
- Promjena igre kao Kenzie Bell (2016.)
- Nicky, Ricky, Dicky i Dawn kao Dawn Harper (2015.)
- Kuća obitelji Glasnić – kao Luan Glasnić (2016.)
- Super špijunke – kao Clover (2013.)
- Victorious – kao Trina Vega